# Musique du monde des sorciers de J. K. Rowling
Cet article présente l'ensemble des morceaux écrits pour la franchise de films du monde des sorciers de J. K. Rowling (comprenant ceux des films Harry Potter et des films Les Animaux fantastiques). Les bandes originales sont en cours de production.
Plusieurs compositeurs se sont succédé depuis la première bande originale de la franchise parue en 2001 : John Williams, Patrick Doyle, Nicholas Hooper, Alexandre Desplat et James Newton Howard.

## Résumé
Compositeurs des films
| Année | Série                    | Film / Bande originale                                | Réalisateur    | Compositeur         |
| ----- | ------------------------ | ----------------------------------------------------- | -------------- | ------------------- |
| 2001  | Harry Potter             | L'École des sorciers / BO                             | Chris Columbus | John Williams       |
| 2002  | Harry Potter             | La Chambre des secrets / BO                           | Chris Columbus | John Williams       |
| 2004  | Harry Potter             | Le Prisonnier d'Azkaban / BO                          | Alfonso Cuarón | John Williams       |
| 2005  | Harry Potter             | La Coupe de feu / BO                                  | Mike Newell    | Patrick Doyle       |
| 2007  | Harry Potter             | L'Ordre du Phénix / BO                                | David Yates    | Nicholas Hooper     |
| 2009  | Harry Potter             | Le Prince de sang-mêlé / BO                           | David Yates    | Nicholas Hooper     |
| 2010  | Harry Potter             | Harry Potter et les Reliques de la Mort, partie 1/ BO | David Yates    | Alexandre Desplat   |
| 2011  | Harry Potter             | Harry Potter et les Reliques de la Mort, partie 2/ BO | David Yates    | Alexandre Desplat   |
| 2016  | Les Animaux fantastiques | Les Animaux fantastiques / BO                         | David Yates    | James Newton Howard |
| 2018  | Les Animaux fantastiques | Les Crimes de Grindelwald / BO                        | David Yates    | James Newton Howard |
| 2022  | Les Animaux fantastiques | Les Secrets de Dumbledore / BO                        | David Yates    | James Newton Howard |

Autres compositeurs
- Imogen Heap : compositrice de la pièce de théâtre Harry Potter et l'Enfant maudit (mise en scène par John Tiffany) ;
- Jeremy Soule : principal compositeur des jeux vidéo adaptés des romans et films Harry Potter.

## Hedwig's Theme
Hedwig's Theme est le principal thème musical des films Harry Potter. Il a été composé par John Williams en 2001 et a depuis été partiellement repris dans chacun des films de la franchise. Le début du thème est un solo de célesta.

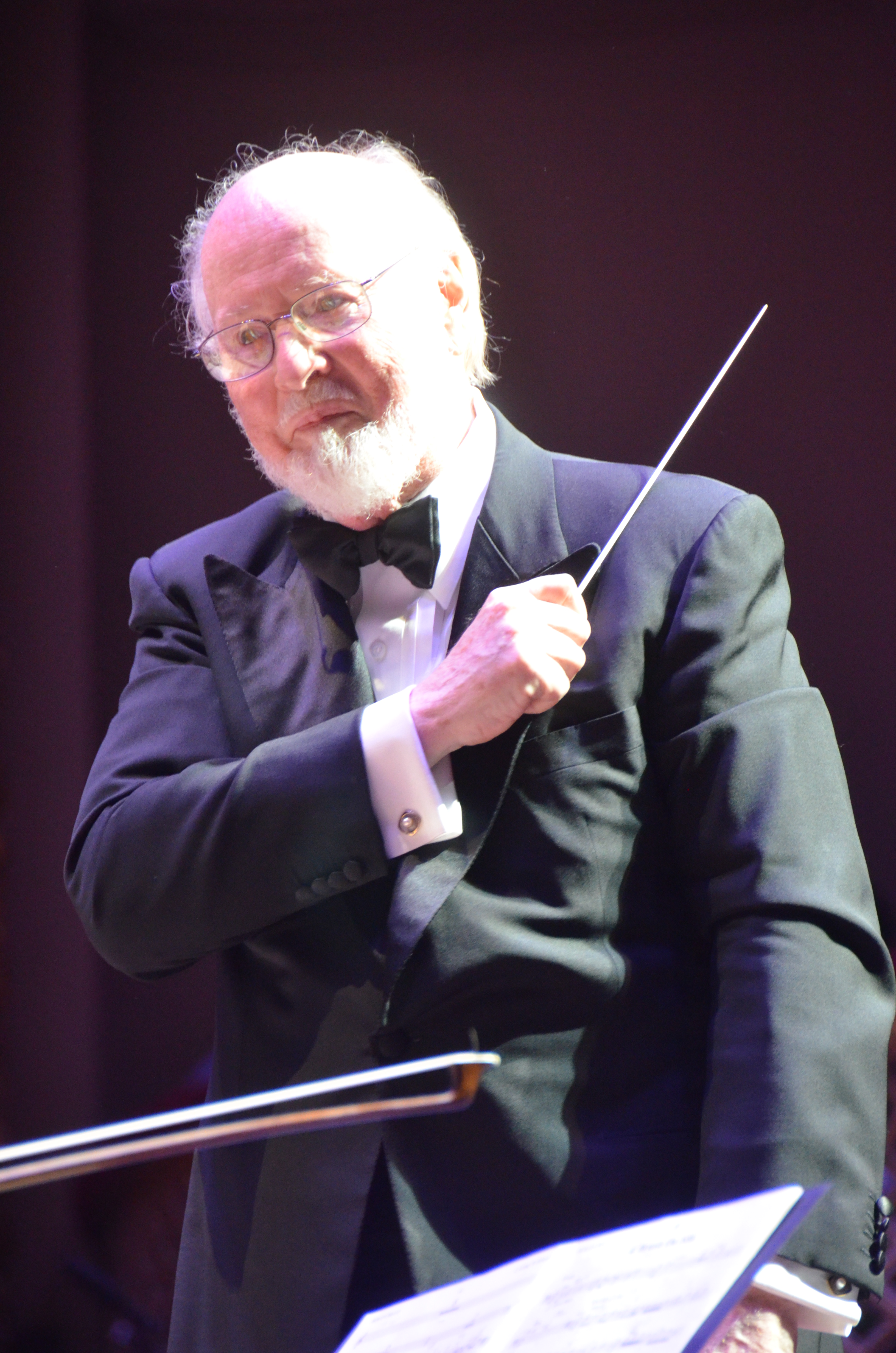
John Williams est le compositeur du thème principal des films Harry Potter.

Il apparaît pour la première fois dans le film Harry Potter à l'école des sorciers. Le thème a néanmoins été composé alors que John Williams n'avait pas encore visionné le film : il s’agissait de composer un thème pour Warner Bros afin que ces derniers puissent l'utiliser lors de la promotion du film, quelques  mois avant sa sortie,.
Ce motif, qui figure parmi les thèmes les plus notables du compositeur, a été repris par Patrick Doyle pour les besoins de Harry Potter et la Coupe de feu et par Nicholas Hooper pour Harry Potter et l'Ordre du Phénix et pour Harry Potter et le Prince de Sang-Mêlé, malgré des occurrences de moins en moins fréquentes, Hooper préférant trouver son propre style plutôt que d'imiter Williams. Seul le souci de ramener le spectateur dans un film Harry Potter l'amène à user des quelques premières notes du thème lors de l'apparition du logo Warner Bros, en ouverture du film, puis à l'utiliser partiellement lors de l'arrivée de Harry au Terrier ainsi que pour la scène du Poudlard Express. On retrouve cette utilisation des premières notes du thème dans la partition composée par Alexandre Desplat pour Harry Potter et les Reliques de la Mort, lorsque Harry retourne à Poudlard, puis dans l'épilogue, lorsque Harry, Ron et Hermione, devenus parents, disent au revoir a leurs enfants.
Quelques notes du thème sont également reprises par James Newton Howard pour la série Les Animaux fantastiques, à la demande de Warner Bros. Selon Howard, « il y aura toujours un peu de Hedwig's Theme pour marquer le fait qu'on soit dans l'univers large de Harry Potter », tout en laissant une place importante à de nouveaux thèmes pour chacun des films.
Selon une étude conduite par l’institut anglais OnePoll (en) en avril 2021, le thème principal des films Harry Potter occuperait la première place des thèmes de films les plus reconnaissables de tous les temps, devant ceux de Titanic et d'Inception.

## Musique deHarry Potter

### Harry Potter à l'école des sorciers
La bande originale de Harry Potter à l'école des sorciers (Harry Potter and the Philosopher's Stone) est sortie le 30 octobre 2001. Les musiques du film ont été composées par John Williams et enregistrées aux studios Air Lyndhurst Hall (une église reconvertie). Le film présente de nombreux thèmes spécifiques aux personnages, bien que la plupart des thèmes ne soient réutilisés que dans La Chambre des Secrets. Ces thèmes incluent deux thèmes pour Voldemort, deux thèmes pour Poudlard, un thème du chemin de Traverse, un thème de quidditch, un thème de vol, deux thèmes d'amitié et le thème principal Hedwig's Theme. Ce dernier est repris dans tous les films suivants, avec quelques modifications.
Le disque a été produit par Kristen Anderson-Lopez, Robert Lopez, Christophe Beck, Chris Montan et Tom MacDougall.
La musique a été disque d'or au Canada en décembre 2001. En 2002, elle est nommée à l'Oscar de la meilleure musique de film lors de la 74e cérémonie des Oscars. Howard Shore remporte finalement le prix pour la musique de La Communauté de l'anneau.
La piste The Norwegian Ridgeback and a Change of Season se termine par « A Change of Season », tandis que dans le film, le changement de saison a lieu avant l'éclosion du norvégien à crête (Norbert).
La piste Leaving Hogwarts est également utilisée par Alexandre Desplat dans l'épilogue de Harry Potter et les Reliques de la Mort, partie 2 en hommage à Williams.
À ce jour, la version complète de la bande originale n'a jamais été publiée, même si une copie des sessions d'enregistrement existe.

### Harry Potter et la Chambre des secrets
La bande originale de Harry Potter et la Chambre des secrets (Harry Potter and the Chamber of Secrets), enregistrée au studios Abbey Road, est parue le 12 novembre 2002. Les pistes étaient prévues pour être entièrement composées par John Williams. Cependant, à la suite d'un problème d'horaire d'enregistrement avec les musiques du film Harry Potter et la Chambre des Secrets et celles du film Arrête-moi si tu peux de Steven Spielberg[réf. nécessaire], William Ross a eu pour mission d'arranger les musiques et de diriger les séances d'enregistrement avec l'Orchestre symphonique de Londres.
De ce qui est du contenu de la bande originale, il y a six nouveaux thèmes : pour Fumseck (le phénix de Dumbledore), pour la Chambre des secrets, pour Gilderoy Lockhart (professeur de Poudlard), pour Dobby (l'elfe de maison de Lucius Malefoy), pour les araignées, et pour Mimi Geignarde. La bande originale a été nommée au Grammy Award de la meilleure musique de film (en) en 2003 et a fait partie du Billboard 200, placée à la 81e position. Elle a été classée 5e au Top Soundtracks Chart.  L'album a également obtenu un disque d'or par le Recording Industry Association of Japan.

### Harry Potter et le Prisonnier d'Azkaban

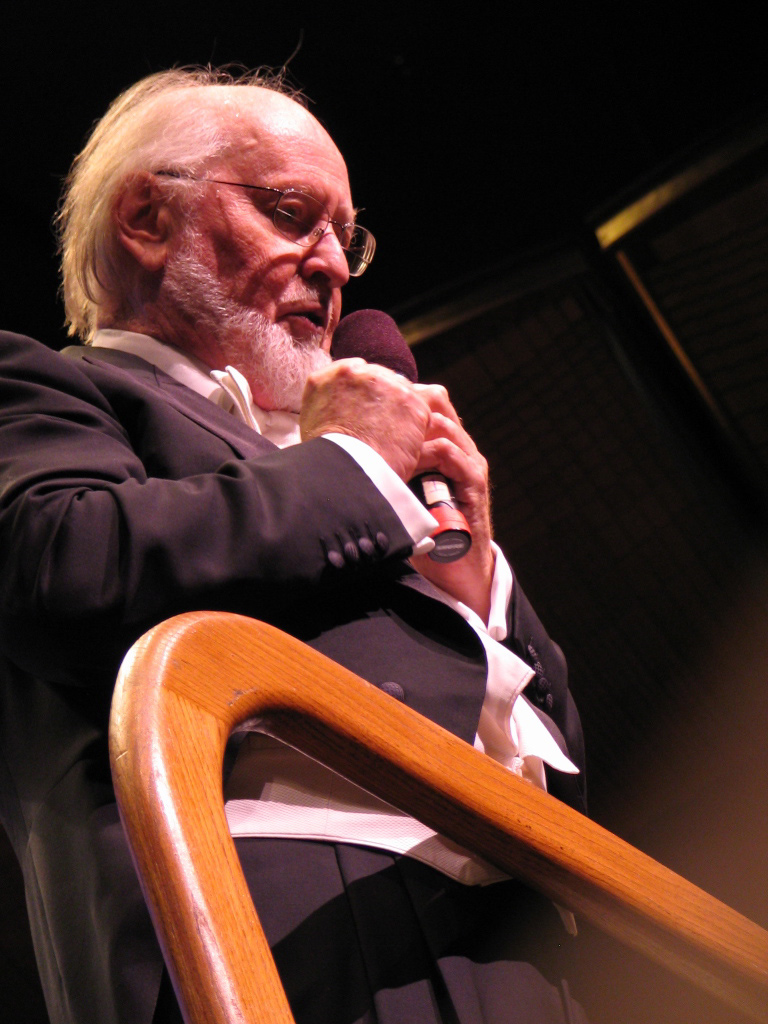
John Williams compose la musique des trois premiers films de la franchise.

La bande originale de Harry Potter et le Prisonnier d'Azkaban (Harry Potter and the Prisoner of Azkaban) est parue le 25 mai 2004. Les pistes ont été composées par John Williams et enregistrées aux studios studios Abbey Road.
Pour cet album, Williams retravaille les partitions précédentes, tout en ajoutant des « punchs jazzy et big band » sur les pistes Tante Margie's Waltz et The Knight Bus. Selon le critique James Christopher Monger, le reste de l'album est une fusion entre musique médiévale, Rossini et Arvo Pärt.
Le thème Double Trouble, une chorale, s'inspire des trois sorcières de Macbeth, sur une idée du réalisateur du film, Alfonso Cuarón. Il est chanté par l'École Oratoire de Londres, le Schola Children's Choir.

### Harry Potter et la Coupe de feu
La bande originale de Harry Potter et la Coupe de feu (Harry Potter and the Goblet of Fire) est parue le 15 novembre 2005. Les pistes ont été composées par Patrick Doyle et enregistrées aux studios Abbey Road, Air Lyndhurst et Air Edel Recording.

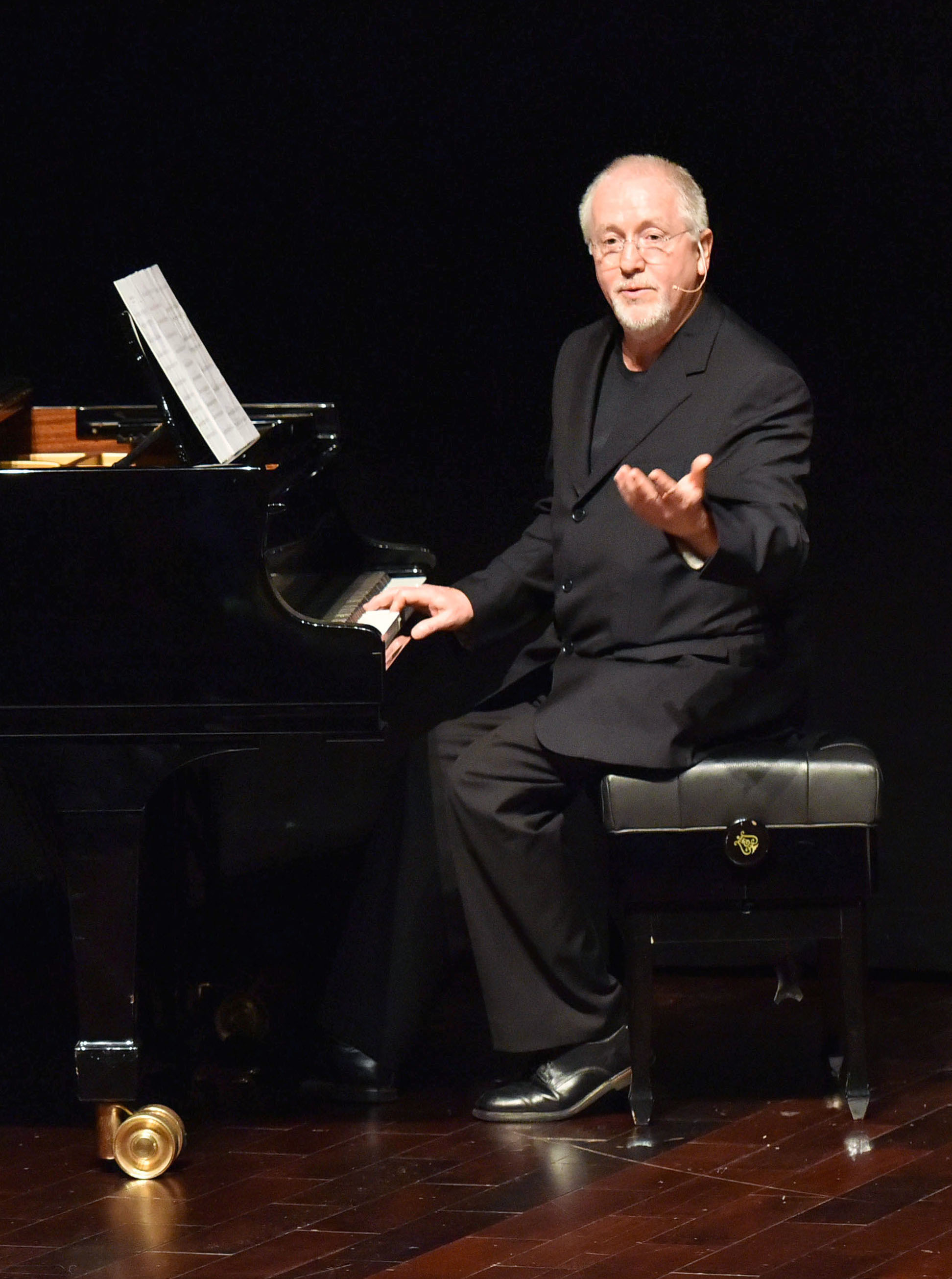
Patrick Doyle en 2016.

Doyle signe une partition plus sombre sur cet opus. Il crée de nouveaux thèmes, dont celui de la journaliste, Rita Skeeter, qui utilise un « pizzicato ludique » reflétant sa personnalité désagréable, un thème éclatant pour Quidditch World Cup (Coupe du Monde de quidditch), et un thème pour Voldemort particulièrement menaçant en « lavage de cordes hurlantes ».
Le chanteur de Pulp, Jarvis Cocker, qui apparaît dans le film avec Jonny Greenwood et Phil Selway de Radiohead pour former le groupe de sorciers populaire des Wyrd Sisters (Bizarr'Sisters), interprète les trois titres Do the Hippogriff, This Is the Night et Magic Works.

### Harry Potter et l'Ordre du Phénix
La bande originale de Harry Potter et l'Ordre du Phénix (Harry Potter and the Order of the Phoenix) est parue le 10 juillet 2007. Les pistes ont été composées par Nicholas Hooper, collaborateur de longue date du nouveau réalisateur David Yates, et enregistrées aux studios Abbey Road.
Hooper propose une partition assez conventionnelle mêlant poursuite et suspense très identifiables, aventure légère et amour. La bande originale de L'Ordre du Phénix demeure un peu plus sombre que la précédente. Hooper utilise une variété beaucoup plus large d'instruments plus doux dans son ensemble, souvent en combinaison avec des instruments plus puissants. Comme pour La Coupe de feu, cette bande originale ne propose que quelques références aux sonorités du compositeur originel, John Williams. Hooper et Yates se sont concertés pour adapter le Hedwig's Theme de Williams dans plusieurs moments clés de la partition, mais aucune autre idée n'est directement retenue.
Trois nouveaux thèmes majeurs sont proposés par Hooper. La première de ces idées est pour Dolores Ombrage, pour laquelle il souhaite aborder le côté « insistant et irritant » du personnage, masqué par la nature pelucheuse de son apparence. Le thème évoque le personnage se pavanant avec une supériorité désinvolte sur un rythme de valse, avec des glockenspiels, des carillons, des bois et des cordes, qui donne une instrumentation insouciante et volage. Un second thème est utilisé pour la possession de Harry par Voldemort (Possession), thème que l'on peut entendre également dans The Sirius Deception. Un troisième thème est développé pour l'armée de Dumbledore, entendu plus souvent que les autres dans ses rythmes énergiques et optimistes, et illustrant le comportement rebelle des étudiants.
Le thème répétitif de The Ministry of Magic (Le ministère de la Magie) évoque quant à lui une musique de Philip Glass. Fireworks accompagne le moment où les jumeaux Weasley déploient leurs ravages sur le château. Le morceau conduit à une guitare électrique gémissante, mettant l'accent sur le ton de rébellion.

### Harry Potter et le Prince de sang-mêlé
La bande originale de Harry Potter et le Prince de sang-mêlé (Harry Potter and the Half-Blood Prince) est parue le 7 juillet 2009. Les pistes ont été composées par Nicholas Hooper et enregistrées aux studios Abbey Road.
Hooper apporte sur cette bande originale le même poids utilitaire et la même fantaisie qui ont motivé son travail sur l'Ordre du Phénix. Sur le plan thématique, le compositeur fait référence à ses propres idées antérieures, avec notamment le thème de la « possession », représentant l'influence envahissante de Voldemort. Il introduit un thème assez significatif sous forme d'hymne, In Noctem, interprété par un chœur et repris plusieurs fois au cours du film. Le nouveau thème pour Drago Malefoy dans Malfoy's Mission est un mélange de piano intrigant et de musique de synthèse, qui rappelle les caractéristiques d'une création de Mark Snow.
Les scènes de la romance adolescente sont introduites par une rythmique délicate avec une guitare acoustique douce et contemporaine, pour une grande partie du morceau When Ginny Kissed Harry. La présence des frères Weasley est marquée par une reprise partielle de Fireworks, issu de la partition précédente. Le morceau de Dumbledore's Farewell accompagnant la scène de la mort de Dumbledore, sera repris par le compositeur Alexandre Desplat dans le dernier film Harry Potter.
À l'image du film, il s'agit d'une partition transitoire, optant pour une musique d'atmosphère plutôt que des mélodies identifiables.
| Liste des titres | Liste des titres            | Liste des titres | Liste des titres | Liste des titres | Liste des titres | Liste des titres | Liste des titres | Liste des titres | Liste des titres |
| No               | Titre                       | Durée            |                  |                  |                  |                  |                  |                  |                  |
| ---------------- | --------------------------- | ---------------- | ---------------- | ---------------- | ---------------- | ---------------- | ---------------- | ---------------- | ---------------- |
| 1.               | Opening                     | 2:53             |                  |                  |                  |                  |                  |                  |                  |
| 2.               | In Noctem                   | 2:00             |                  |                  |                  |                  |                  |                  |                  |
| 3.               | The Story Begins            | 2:05             |                  |                  |                  |                  |                  |                  |                  |
| 4.               | Ginny                       | 1:30             |                  |                  |                  |                  |                  |                  |                  |
| 5.               | Snape & the Unbreakable Vow | 2:50             |                  |                  |                  |                  |                  |                  |                  |
| 6.               | Wizard Wheezes              | 1:42             |                  |                  |                  |                  |                  |                  |                  |
| 7.               | Dumbledore's Speech         | 1:31             |                  |                  |                  |                  |                  |                  |                  |
| 8.               | Living Death                | 1:55             |                  |                  |                  |                  |                  |                  |                  |
| 9.               | Into the Pensieve           | 1:45             |                  |                  |                  |                  |                  |                  |                  |
| 10.              | The Book                    | 1:44             |                  |                  |                  |                  |                  |                  |                  |
| 11.              | Ron's Victory               | 1:44             |                  |                  |                  |                  |                  |                  |                  |
| 12.              | Harry & Hermione            | 2:52             |                  |                  |                  |                  |                  |                  |                  |
| 13.              | School!                     | 1:05             |                  |                  |                  |                  |                  |                  |                  |
| 14.              | Malfoy's Mission            | 2:53             |                  |                  |                  |                  |                  |                  |                  |
| 15.              | The Slug Party              | 2:11             |                  |                  |                  |                  |                  |                  |                  |
| 16.              | Into the Rushes             | 2:33             |                  |                  |                  |                  |                  |                  |                  |
| 17.              | Farewell Aragog             | 2:08             |                  |                  |                  |                  |                  |                  |                  |
| 18.              | Dumbledore's Foreboding     | 1:18             |                  |                  |                  |                  |                  |                  |                  |
| 19.              | Of Love & War               | 1:17             |                  |                  |                  |                  |                  |                  |                  |
| 20.              | When Ginny Kissed Harry     | 2:38             |                  |                  |                  |                  |                  |                  |                  |
| 21.              | Slughorn's Confession       | 3:33             |                  |                  |                  |                  |                  |                  |                  |
| 22.              | Journey to the Cave         | 3:08             |                  |                  |                  |                  |                  |                  |                  |
| 23.              | The Drink of Despair        | 2:44             |                  |                  |                  |                  |                  |                  |                  |
| 24.              | Inferi in the Firestorm     | 1:53             |                  |                  |                  |                  |                  |                  |                  |
| 25.              | The Killing of Dumbledore   | 3:34             |                  |                  |                  |                  |                  |                  |                  |
| 26.              | Dumbledore's Farewell       | 2:22             |                  |                  |                  |                  |                  |                  |                  |
| 27.              | The Friends                 | 2:00             |                  |                  |                  |                  |                  |                  |                  |
| 28.              | The Weasley Stomp           | 2:51             |                  |                  |                  |                  |                  |                  |                  |
| 62:40            |                             |                  |                  |                  |                  |                  |                  |                  |                  |

### Harry Potter et les Reliques de la Mort, partie 1
La bande originale de Harry Potter et les Reliques de la Mort, partie 1 (Harry Potter and the Deathly Hallows, Pt. 1) est parue le 15 novembre 2010. Les pistes ont été composées par Alexandre Desplat et enregistrées aux studios Abbey Road avec l'Orchestre symphonique de Londres.
Desplat a déclaré bien avant l'enregistrement qu'il avait l'intention d'utiliser fréquemment l'identité reconnaissable de Williams pour l'univers Harry Potter. L'implication de Conrad Pope, orchestrateur de longue date de Williams, dans la production, aide à mêler les partitions de Desplat au travail de Williams. L'Orchestre symphonique de Londres est accompagné de nombreux chœurs et instruments spécialisés et attendus, comme le glockenspiel et de célesta (succès de Williams). Le compositeur utilise également les luths, la guitare acoustique, la flûte à bec, le shakuhachi (très utilisé par James Horner) et la mandoline.

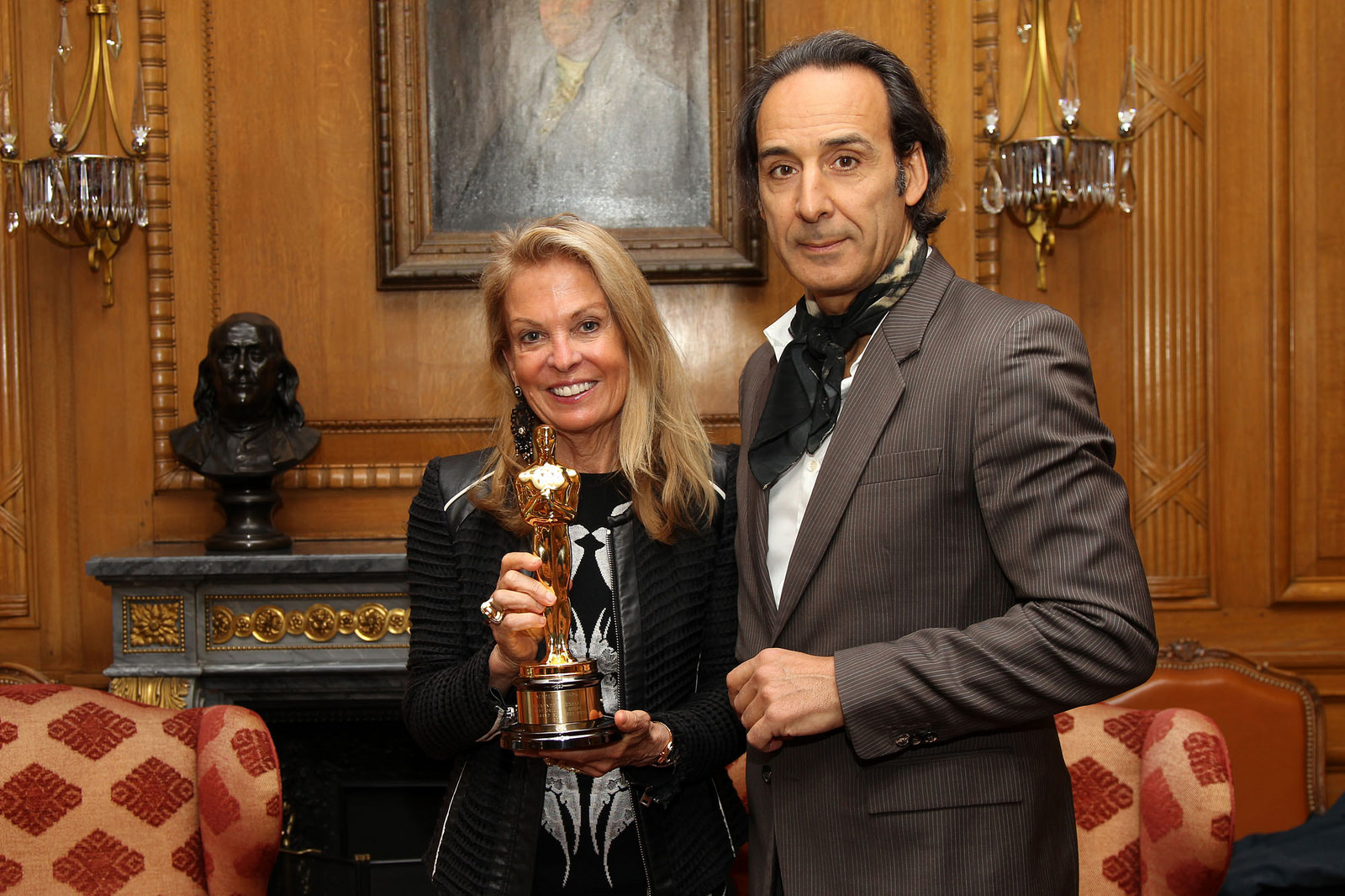
Alexandre Desplat est appelé à composer la musique des deux derniers films Harry Potter.

La bande originale d'Alexandre Desplat est selon James Christopher Monger de AllMusic à la fois subtile et puissante, apportant une profondeur émotionnelle tranquille sur des morceaux comme Harry & Ginny, une méchanceté ludique avec Death Eaters ou encore une action puissante et tendue par l'ouverture Obliviate, avec une précision maîtrisée. Les changements progressifs dans ce thème rappellent la composition de Hans Zimmer, y compris les ostinatos de cordes et la montée du rythme dans sa première minute. Le thème de l’amitié entre Harry et ses amis, entendu au début de Polyjuice Potion (Polynectar), est une identité héroïque et résiliente qui prend une position plus sombre au début de At the Burrow (Au Terrier) avant d'évoluer en un solo plus nostalgique dans Harry and Ginny. Le thème des antagonistes utilise un mouvement évoquant l'urgence, et évoluant avec des rythmes de roulement dans une tonalité électronique (Snape to Malfoy Manor). La partition comprend également plusieurs thèmes à caractère tendre, avec un matériau léger, comme dans Godric's Hollow Graveyard, Ron's Speech, Farewell to Dobby et Hermione's Parents, se voulant fondamentalement apaisants. Les morceaux Sky Battle et Fireplaces Escape illustrent les principales séquences d'action du film.

### Harry Potter et les Reliques de la Mort, partie 2
La bande originale de Harry Potter et les Reliques de la Mort, partie 2 (Harry Potter and the Deathly Hallows, Pt. 2) est parue le 5 juillet 2011. Les pistes ont été composées par Alexandre Desplat et enregistrées aux studios Abbey Road.
L'album édité lors de la sortie du film, tout en contenant des extraits des thèmes de John Williams sur sept de ses titres, ne comprend pas les déclarations les plus importantes de ces thèmes tels qu’ils ont été entendus dans le film.
Le thème majeur utilisé est le Lily's Theme aux sonorités celtiques, comportant une voix solo de femme et complétée ensuite par des instruments à cordes. Alexandre Desplat demande à la Japonaise Mai Fujisawa (fille de son ami compositeur Joe Hisaishi) de prêter sa voix sur ce morceau,.  L'ostinato des cordes agitées de Obliviate revient dans cette bande originale sur Underworld, et Desplat clarifie l'application de son thème des horcruxes des Reliques de la Mort - Partie 1 (entendu dans Dobby et The Locket) lorsque les sorciers entrent dans le coffre de Gringotts pour chercher la coupe de Poufsouffle. La vague d’activités dans la deuxième moitié de Underworld rappelle le style de Williams. Au milieu de l’action du morceau Dragon Flight, la phrase « A » de Hedwig's Theme rappelle les aventures des premiers épisodes de la franchise, avant que le thème de Lily s’intercale dans l'une « des plus belles performances symphoniques de la partition », selon la critique de Filmtracks. Une réutilisation complète du thème d'Hedwige est entendue lors du retour de Harry Potter au château de Poudlard.
Un autre thème important du film est entendu dans les morceaux Statues et Courtyard Apocalype, représentant les scènes de batailles à Poudlard et la défense du château tandis que McGonagall donne vie aux statues de pierre. Tout comme le thème principal Obliviate de la bande originale précédente, Statues comprend une série de mouvements rythmiques avec une présence de basse retentissante, rappelant les plus grands thèmes de Hans Zimmer, ou de Howard Shore pour l'adaptation de l'univers de Tolkien.
Severus & Lily débute par une introduction fugace jouée à la flûte, avant qu'elle ne soit rejointe par l'orchestre. Il s'agit d'un thème d'amour évoquant l'enfance puis la jeunesse de Severus Rogue et de Lily Potter. Les interprétations de piano et de violoncelle aboutissent à une conclusion de type adagio. À la fin du morceau, Desplat adapte une grande partie de Dumbledore's Farewell de Nicholas Hooper (présent dans Le Prince de sang-mêlé) pour symboliser la révélation finale faite à Harry et le fait qu'il doit mourir pour vaincre Voldemort. Cette reprise n'est pas présente sur l’album. La scène dans laquelle Harry Potter cherche à être rassuré par ses parents, Sirius Black et Remus Lupin (The Resurrection Stone), marque un retour de Desplat pour l’utilisation de figures rythmiques de célesta. Par la suite, des phases de chorale (chœur de garçons) se fondent dans le thème de Lily, qui domine le reste du morceau par les performances vocales solo du premier titre. Le thème de Lily accompagne également la désintégration finale de Voldemort. Pour la scène de l'épilogue (dix neuf ans plus tard), Desplat a réadapté le morceau Leaving Hogwarts de L'École des sorciers afin de ramener la franchise à ses racines.

### Pièce de théâtre

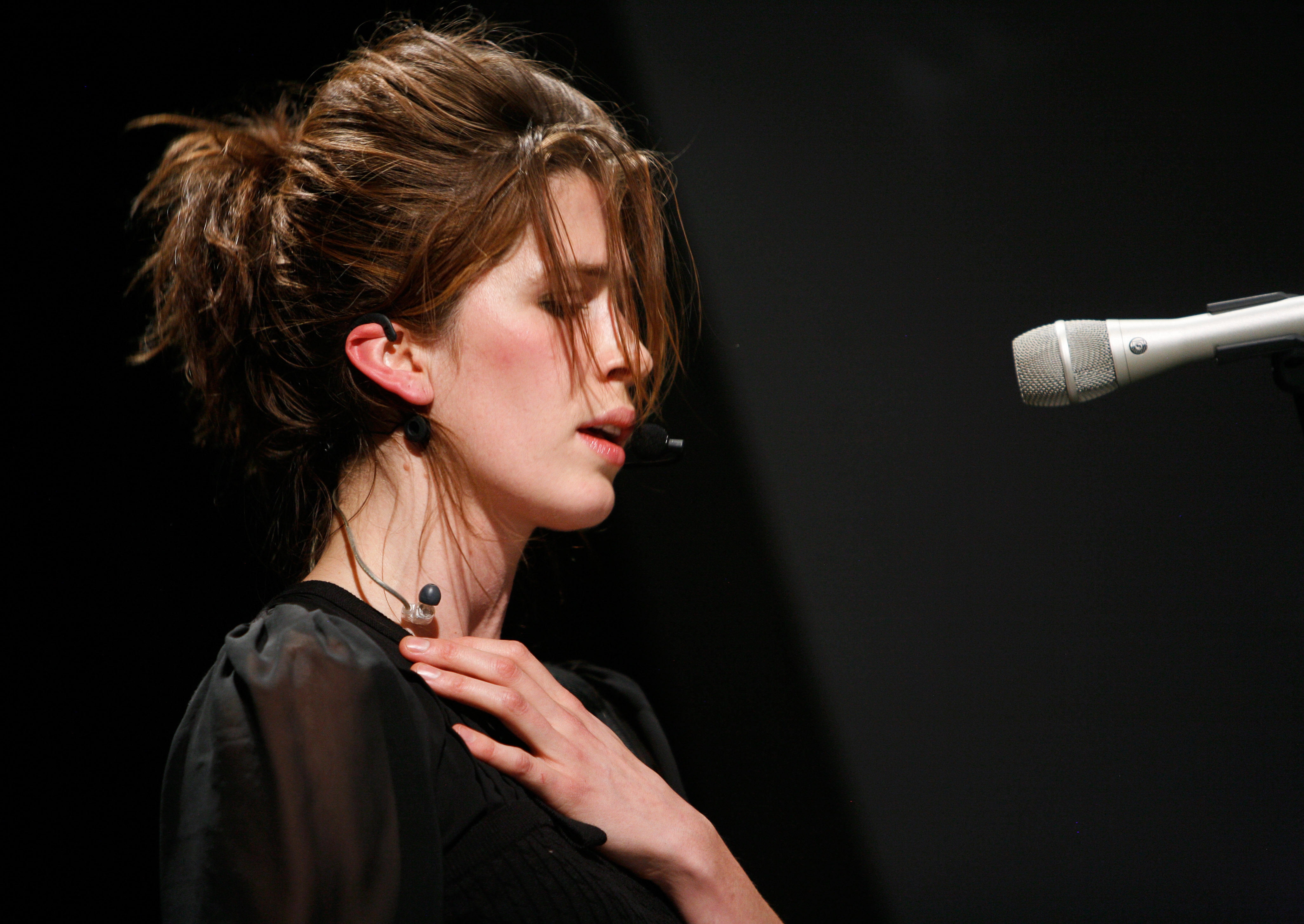
Imogen Heap, compositrice de Harry Potter et l'Enfant maudit.

Une bande originale pour la pièce de théâtre Harry Potter et l'Enfant maudit (2016) a été composée par Imogen Heap et éditée en novembre 2018 par Sony Music Masterworks.

## Musique desAnimaux fantastiques

### Les Animaux fantastiques
Fantastic Beasts and Where to Find Them, du compositeur américain James Newton Howard, est la bande originale du film américano-britannique, Les Animaux fantastiques, réalisé par David Yates et écrit par J. K. Rowling en 2016.
Le compositeur dirige pour cet album l'Orchestre symphonique national tchèque. Ce film a présenté un défi particulier pour Howard, puisqu'il a dû, à la demande de la Warner Bros., réutiliser la partition des thèmes emblématiques de John Williams pour les films Harry Potter, et notamment celle du Hedwig's Theme. La transition d'ouverture vers la musique originale d'Howard prend 35 secondes sur ce premier film.

« Ce que je voulais éviter, c'était que le thème d'Hedwige soit le thème principal des Animaux fantastiques, parce que cela poserait problème au niveau de la narration. Cette histoire a lieu 75 ans avant même que Harry soit né, alors comment Hedwige pourrait-elle y figurer ? […] Personne n'admire la musique de John Williams plus que moi et je pense qu'il est le meilleur qui l'ait jamais fait, mais l'un de mes objectifs en travaillant sur ce film était de marquer mon propre thème. […] Les thèmes principaux sont définitivement nouveaux, ce qui est très bien. »

— James Newton Howard.
Howard a joué ses différentes démos d'ouverture au piano pour le réalisateur David Yates. La première, assez sombre, ressemblait à une marche funèbre, et une autre à une musique de cirque. Yates lui a finalement suggéré un thème évoquant une invitation « dans une grande aventure ». Pour cela, Howard a opté pour une phrase de onze notes alternant trois tons d'une « force presque magique ».

### Les Animaux fantastiques: Les Crimes de Grindelwald
Fantastic Beasts: The Crimes of Grindelwald, du compositeur américain James Newton Howard, est la bande originale du film américano-britannique, Les Animaux fantastiques : Les Crimes de Grindelwald, réalisé par David Yates et écrit par J. K. Rowling en 2018.

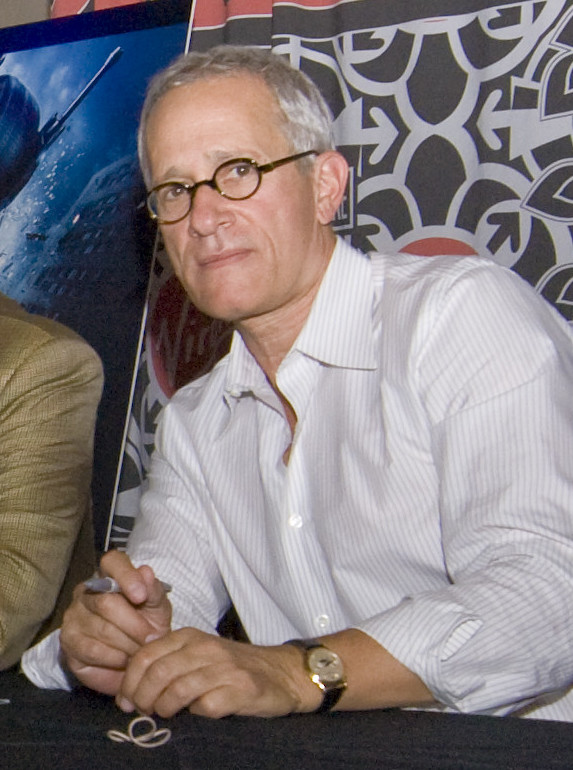
James Newton Howard compose la musique des films Les Animaux fantastiques.

La musique de cette bande originale est globalement plus sombre que la précédente, et les musiques d’action se trouvent considérablement atténuées.
La bande originale comporte notamment deux nouveaux thèmes au piano : un pour le personnage d'Albus Dumbledore et un autre pour Leta Lestrange. Le personnage de Dumbledore n'a jamais eu de thème propre avant ce film. Selon Jonathan Broxton (Movie Music UK), il est donc « agréable de voir Howard relever le défi de capturer ce personnage complexe par le biais de sa musique ». La mélodie résultante est construite autour d'une phrase récurrente de 9 notes, qui dépeint l'homme comme chaleureux, accessible, fiable, avec une « noblesse inhérente ». Le thème de Leta Lestrange est un air plus incertain, comportant beaucoup de mélancolie. Sur le morceau Newt et Leta, le thème de Leta apparaît, orchestré par les cordes, les bois et les accents de harpe, soulignant la relation tendre qui unit les deux anciens camarades de classe.
Une mélodie secondaire sur la piste Dumbledore est reprise sur Blood Pact et suggère le passé trouble du personnage, en impliquant Grindelwald. Le thème de l'amitié du précédent opus, qualifié d'« Elfmanesque » par Jonathan Broxton, est désormais associé à l'histoire d'amour entre Norbert Dragonneau et Tina Goldstein. Le morceau Queenie Searches for Jacob, est centré sur le désespoir et la solitude ressentis par Queenie Goldstein, renforcé par la présence de chœurs et, à la fin du morceau, l’inclusion de cordes vibrantes et sournoises associées à Grindelwald.

### Les Animaux fantastiques: Les Secrets de Dumbledore
Fantastic Beasts: The Secrets of Dumbledore, du compositeur américain James Newton Howard, est la bande originale du film américano-britannique, Les Animaux fantastiques : Les Secrets de Dumbledore, réalisé par David Yates et écrit par J. K. Rowling et Steve Kloves en 2022.
Publié le 8 avril 2022 par le label WaterTower Music, l'album de ce troisième opus est composé de 39 nouveaux titres, soit 14 de plus que pour la bande originale des Crimes de Grindelwald,.
Le dernier titre de l'album, Heaven, est le seul titre non composé par James Newton Howard. Des extraits de cette chanson, interprétée par Gregory Porter, accompagnent les scènes qui se déroulent à la boulangerie de Jacob, au début et à la fin du film. Elle est également reprise au générique.

## Musiques additionnelles
Dans le film Harry Potter et les Reliques de la Mort, partie 1, un extrait de Humours of Glendart — un air irlandais — est entendu lors du mariage de Bill Weasley et Fleur Delacour au Terrier. Dans le même film, lors d'une danse entre Harry Potter et Hermione Granger, la chanson O Children interprétée par Nick Cave est également réutilisée.

## Musiques des jeux vidéo

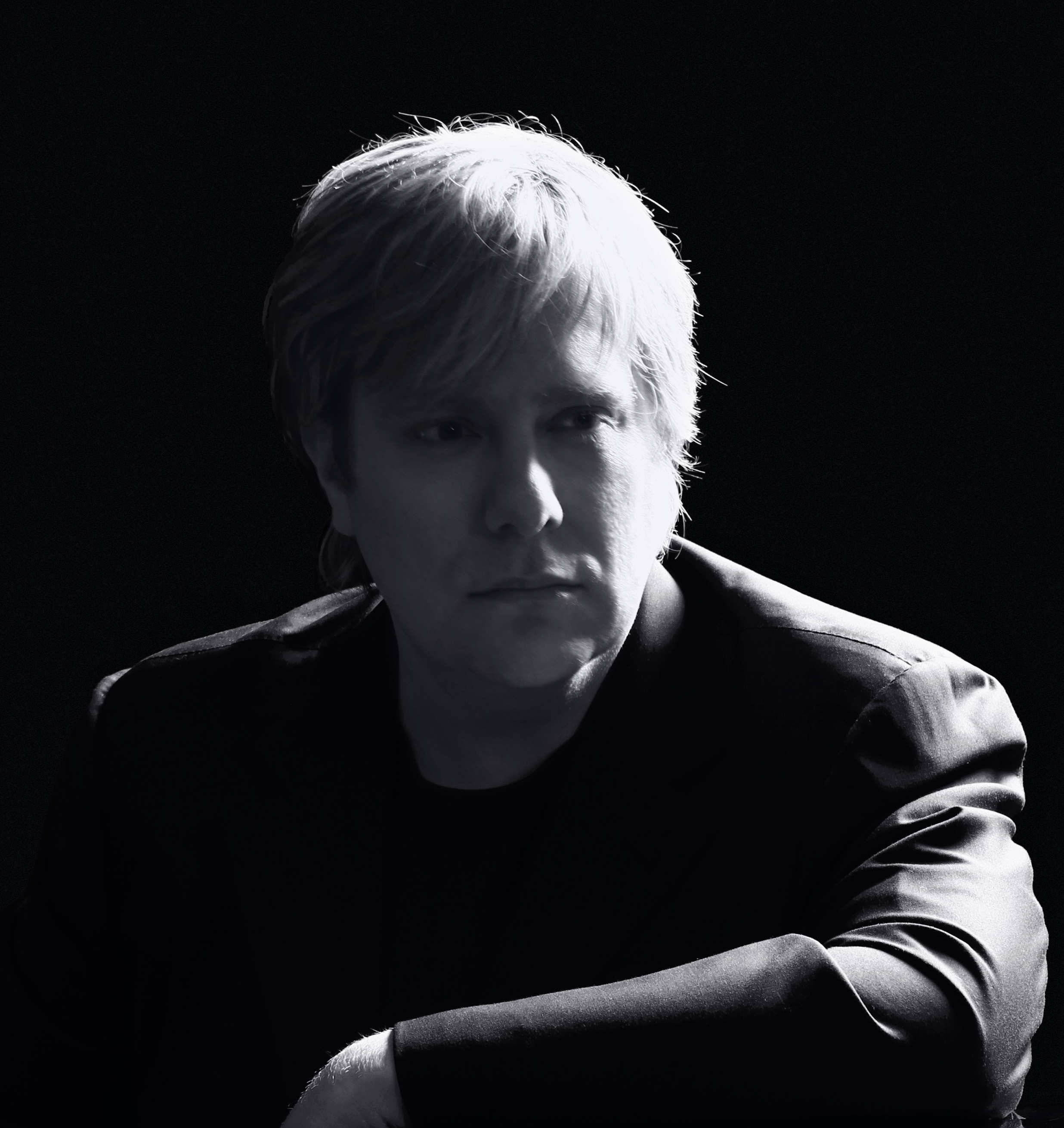
Jeremy Soule (ici en 2010) compose la musique des quatre premiers jeux vidéo Harry Potter au début des années 2000.

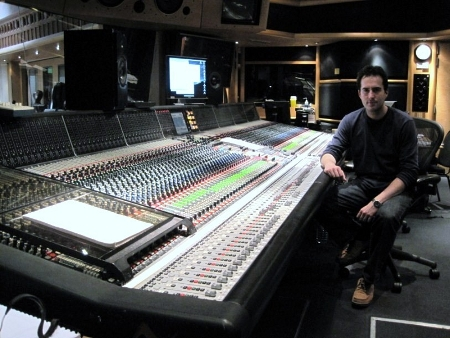
James Hannigan en 2010.

La plupart des thèmes musicaux des jeux vidéo adaptés des romans ont été composés, entre 2001 et 2005, par Jeremy Soule, reconnu pour ses thèmes oniriques et épiques sur des jeux comme Neverwinter Nights, Skyrim ou Dungeon Siege. La musique de Harry Potter et la Chambre des secrets remporte le BAFTA Games Award de la meilleure musique originale en 2004. James Hannigan (en) prend la relève à partir du cinquième jeu en 2007, jusqu'au dernier jeu en 2011.
Les musiques de Hogwarts Legacy (jeu dont les ventes ont dépassé en quatre mois les 15 millions d'exemplaires dans le monde en 2023) ont quant à elles été composées par Chuck E. Myers, J. Scott Rakozy et Peter Murray. L'équipe a cherché à équilibrer la composition de la bande originale du jeu avec celle des films du Wizarding World. La musique est éditée par le label WaterTower Music en 2023, en deux doubles albums numériques totalisant 75 titres : Hogwarts Legacy (Original Video Game Soundtrack) et Hogwarts Legacy (Study Themes from the Original Video Game Soundtrack). Alexander Horowitz (en) a composé pour sa part quelques titres additionnels tels que The Room of Hidden Things et A Focused Mind, présents uniquement sur l’édition Study Themes.

## Distinctions
Sauf indication contraire, les informations mentionnées dans cette section peuvent être confirmées par la base de données cinématographiques IMDb,  présente dans la section « Liens externes ».

### Récompenses
Films
- Harry Potter à l'école des sorciers : 
  - BMI Film and TV Awards : meilleure musique
- Harry Potter et la Chambre des secrets : 
  - BMI Film and TV Awards : meilleure musique
  - Broadcast Film Critics Association Awards : meilleur compositeur (John Williams)
- Harry Potter et le Prisonnier d'Azkaban :
  - BMI Film and TV Awards : meilleure musique
  - World Soundtrack Awards : meilleure musique (prix du public)
- Harry Potter et la Coupe de feu :
  - ASCAP Film and Television Music Awards : meilleure musique pour un film classé au box-office
  - International Film Music Critics Award (IFMCA) : meilleure bande originale pour un film fantastique
- Harry Potter et l'Ordre du Phénix :
  - ASCAP Film and Television Music Awards : meilleure musique pour un film classé au box-office
- Harry Potter et le Prince de sang-mêlé :
  - ASCAP Film and Television Music Awards : meilleure musique pour un film classé au box-office
- Harry Potter et les Reliques de la Mort, partie 1 : 
  - World Soundtrack Awards : compositeur de l'année (Alexandre Desplat)
- Harry Potter et les Reliques de la Mort, partie 2 :
  - BMI Film and TV Awards : meilleure musique
  - San Diego Film Critics Society : meilleure bande originale
  - World Soundtrack Awards : compositeur de l'année (Alexandre Desplat)
- Les Animaux fantastiques
  - International Film Music Critics Award (IFMCA) : meilleure bande originale pour un film fantastique

Jeux vidéo
- Harry Potter et la Chambre des secrets
  - BAFTA Games Award : meilleure musique originale

### Nominations
Films
- Harry Potter à l'école des sorciers : 
  - Oscar de la meilleure musique de film
  - Grammy Awards : meilleure bande originale pour un média visuel
  - Broadcast Film Critics Association Awards : meilleur compositeur (John Williams)
  - Phoenix Film Critics Society Awards : meilleure bande originale
- Harry Potter et la Chambre des secrets : 
  - Grammy Awards : meilleure bande originale pour un média visuel
  - Awards Circuit Community Awards : meilleure bande originale
- Harry Potter et le Prisonnier d'Azkaban : 
  - Oscar de la meilleure musique de film
  - Grammy Awards : meilleure bande originale pour un média visuel
  - International Film Music Critics Award (IFMCA) : meilleure bande originale pour un film fantastique
  - World Soundtrack Awards : compositeur de l'année (John Williams)
  - World Soundtrack Awards : meilleure bande originale de l'année
- Harry Potter et la Coupe de feu :
  - Academy of Science Fiction, Fantasy and Horror Films : meilleure musique
  - World Soundtrack Awards : meilleure chanson originale écrite pour un film
- Harry Potter et l'Ordre du Phénix :
  - Academy of Science Fiction, Fantasy and Horror Films : meilleure musique
  - World Soundtrack Awards : découverte musicale de l'année
- Harry Potter et le Prince de sang-mêlé :
  - Grammy Awards : meilleure bande originale pour un média visuel
- Harry Potter et les Reliques de la Mort, partie 1 : 
  - Satellite Award de la meilleure musique de film
- Harry Potter et les Reliques de la Mort, partie 2 :
  - Denver Film Critics Society : meilleure musique
  - Grammy Awards : meilleure bande originale pour un média visuel
  - Houston Film Critics Society : meilleure bande originale
  - Satellite Award de la meilleure musique de film
  - Gold Derby Awards : meilleure bande originale
- Les Animaux fantastiques
  - Academy of Science Fiction, Fantasy and Horror Films : meilleure musique
  - International Film Music Critics Award (IFMCA) : bande originale de l'année
- Les Animaux fantastiques : Les Crimes de Grindelwald
  - International Film Music Critics Award (IFMCA) : meilleure bande originale pour un film fantastique

Jeux vidéo
- Harry Potter et le Prisonnier d'Azkaban
  - BAFTA Games Award : meilleure musique originale